# Oncidium bustosii
Oncidium bustosii là một loài thực vật có hoa trong họ Lan. Loài này được Königer mô tả khoa học đầu tiên năm 2003.